# ひとりぼっちの狩人たち
『ひとりぼっちの狩人たち』（L'Appât）は、ベルトラン・タヴェルニエ監督による1995年のフランスの映画である。
1984年に実際に起こった殺人事件を描いたモルガン・スポルテの1990年の小説を原作としている。

## キャスト
- ナタリー：マリー・ジラン
- エリック：オリヴィエ・シトリュク（英語版）
- ブルーノ：ブリュノ・ピュジュリュ（英語版）
- アラン・ペレズ：リシャール・ベリ
- アントワーヌ：フィリップ・デュクロ
- マリー・ラヴェル
- クロティルド・クロー
- ジャン＝ルイ・リシャール
- クリストフ・オダン
- アラン・サルド
- フィリップ・トレトン
- フランソワ・ベルレアン

## 受賞
第45回ベルリン国際映画祭では金熊賞を受賞した。